# Parlamentswahl in Somalia 1964
Die Parlamentswahl in Somalia 1964 fand am 30. März statt und war die erste Wahl nach der Unabhängigkeit Somalias 1960.
Somalia entstand aus der Vereinigung von Britisch-Somaliland und dem Italienischen Treuhandgebiet Somalia. Hierbei wurden auch die Parlamente der beiden Territorien zusammengeschlossen. Letztmals war in Italienisch-Somaliland 1959 und in Britisch-Somaliland 1960 gewählt worden.

## Ergebnisse
Die Somalische Jugendliga (SYL) gewann 69 von 123 Sitzen. 22 Sitze gingen an den Somalischen Nationalen Kongress (SNC), 15 an die Somalische Demokratische Union (SDU), neun an die Somalische unabhängige Verfassungspartei (HDMS) und acht an weitere Parteien.
| Partei                                   | Sitze | +/- |
| ---------------------------------------- | ----- | --- |
| Somalische Jugendliga                    | 69    | −14 |
| Somalischer Nationaler Kongress          | 22    | +2  |
| Somalische Demokratische Union           | 15    | Neu |
| Somalische unabhängige Verfassungspartei | 9     | +9  |
| Andere Parteien                          | 8     | ?   |
| Gesamt                                   | 123   | 0   |
| Quelle:                                  |       |     |